# Nederlands kampioenschap rapiddammen
Het Nederlands kampioenschap rapiddammen is een Nederlands damtoernooi, waarbij er gespeeld wordt in een tempo van 20 minuten per partij en vijf seconden per zet met als inzet de Nederlandse titel. Het kampioenschap vindt sinds 2005 jaarlijks aan het einde van het jaar plaats. Tot en met 2008 werd het toernooi op twee zaterdagen gespeeld, eerst een voorronde en op de tweede dag het vervolg volgens het knock-outsysteem. Hierna werd het evenement op één zondag gehouden.
Er wordt gespeeld in drie categorieën naar KNDB-rating. De A-categorie is boven 1100, de B-categorie tot 1100 en de C-categorie tot 900.

## Edities
Winnaar in 2007 werd Anton van Berkel die in de finale Wim Bremmer versloeg. In 2008 werd Ron Heusdens kampioen door in de finale van Berkel te verslaan. Vanaf 2009 werd het toernooi op 1 dag volgens het Zwitsers systeem gespeeld. In dat jaar won Jean Marc Ndjofang de titel. In 2010 was Anton van Berkel opnieuw de sterkste. De editie van 2011 werd gewonnen door Frerik Andriessen en in 2012 trok Pim Meurs aan het langste eind.

## Uitslagen
| Datum            | Plaats  | Winnaar            |
| ---------------- | ------- | ------------------ |
| 27 november 2005 | Tilburg | Anton van Berkel   |
| 17 december 2006 | Woerden | Anton van Berkel   |
| 23 december 2007 | Utrecht | Anton van Berkel   |
| 21 december 2008 | Utrecht | Ron Heusdens       |
| 20 december 2009 | Utrecht | Jean Marc Ndjofang |
| 19 december 2010 | Utrecht | Anton van Berkel   |
| 8 oktober 2011   | De Bilt | Frerik Andriessen  |
| 6 oktober 2012   | Utrecht | Pim Meurs          |